# Chen Wenhao
Chen Wenhao (29 november 1996) is een Chinees skeletonracer.

## Carrière
Chen nam in 2020 voor het eerst deel aan het wereldkampioenschap in Altenberg waar hij individueel 24e werd. Chen maakte zijn wereldbekerdebuut in het seizoen 2021/22, hij werd 22e in het eindklassement. Hij zou oorspronkelijk deelnemen aan de Olympische Spelen 2022 maar zijn plaats ging uiteindelijk naar landgenoot Yin Zhang.

## Resultaten

### Wereldkampioenschappen
| Jaar | Plaats    | Resultaat       |
| ---- | --------- | --------------- |
| 2020 | Altenberg | 24e individueel |

### Wereldbeker
Eindklasseringen
| Seizoen   | Rang |
| --------- | ---- |
| 2021/2022 | 22e  |
| 2022/2023 | 9e   |